# Villanueva de Castellón
Castelló è un comune spagnolo di 7 205 abitanti situato nella comunità autonoma Valenciana.